# گسک (آلاباما)
گسک (به انگلیسی: Gasque) یک منطقهٔ مسکونی در ایالات متحده آمریکا است که در آلاباما واقع شده‌است. گسک ۲٫۱۳ متر بالاتر از سطح دریا واقع شده‌است.